# Некулче, Ион
Ио́н Неку́лче (молд. Ион Некулче; 1672, Пригорени — 1745, Тыргу-Фрумос) — молдавский летописец, гетман молдавского войска, сторонник сближения Молдавского княжества с Россией.

## Биография
Ион Некулче происходил из знатного боярского рода.
Во время правления Антиоха Кантемира дослужился до звания спэтара. Во времена Дмитрия Кантемира стал гетманом молдавского войска, участвовал в Прутском походе Петра, а после поражения уехал вместе с Кантемиром в Россию. В 1719 году Ион Некулче вернулся в Молдавское княжество. При господаре Константине Маврокордате был назначен ворником.
Умер в 1745 году.

## Творчество
Некулче продолжил работу Мирона Костина и написал «Летописецул цэрий Молдовей дела Дабижа-водэ пынэ ла а доуа домние а луй К. Маврокордат» («Летопись земли Молдавской от Дабижы-воеводы до второго правления К. Маврокордата», 1661—1743) с «Предисловием» и 42 историческими легендами. Данная летопись представляет собой в большой степени мемуарное произведение. Легенды, записанные Некулче — первое собрание молдавского фольклора. Летопись разделена на главы, посвящённые отдельным господарям. Некулче даёт подробные сведения о войнах, налоговой политике, распрях боярства, о нравах и занятиях правящего класса и народных волнениях. Упоминает о татарских набегах на Молдавское княжество, о польско-турецких войнах конца XVII века, Прутском походе Петра I 1711 года, участником которого был сам Некулче, и походе русских войск 1739 года.

### Издания
- 1845 — Letopiseţul Ţării Moldovei şi O samă de cuvinte, в: Михаил Когэлничану (ред.), Letopiseţele Ţării Moldovei, I выпуск (Яссы).
- 1894 — Letopiseţul Ţerei Moldovei (Бухарест: издательство «Едициунe школарэ», 208 стр.). II издание — 1897.
- 1936 — O seamă de cuvinte şi Cronica (Бухарест: «Editura Universală. Alcalay», 176 стр.).
- 1938 — Letopiseţul Ţerei Moldovei şi O seamă de cuvinte, редакция — Йон Пилат (Бухарест, 48 стр.). II издание — 1943.
- 1942 — Cronica lui I. Neculce, редакция — Александру Прокопович, 2 связки (Крайова: «Scrisul românesc», I выпуск — 255 стр., II выпуск — 263 стр.).
- 1955 — Letopiseţul Ţării Moldovei şi O samă de cuvinte, редакция — Йоргу Йордан (Бухарест: «E.S.P.L.A», 461 стр.).
- 1986 — Letopiseţul Ţării Moldovei, редакция — Габриэль Штремпел (Бухарест: издательство «Минерва», 528 стр.).
- 1993 — Cronica copiată de Ioasaf Luca, редакция — Замфира Мигайлова и Пол Мигаил (Кишинёв: «Ştiinţa», 320 стр.).
- 1996 — O samă de cuvinte. Letopiseţul Ţării Moldovei de la Dabija Vodă până la a doua domnie a lui Constantin Mavrocordat, редакция — Джордже Мунтeaн (Бухарест: издательство «100+1 ГРАМАР»; 184 стр.). II издание — 1997.
- 1997 — Cronicari moldoveni: Grigore Ureche, Miron Costin, Ion Neculcae. Antologie, введение, комментарии, критическая нота, словарь и библиография — Дан Гория Мазилу (Бухарест: издательство «Гуманитас», 175 стр.).